# Anyphaena inferens
Anyphaena inferens là một loài nhện trong họ Anyphaenidae.
Loài này thuộc chi Anyphaena. Anyphaena inferens được Ralph Vary Chamberlin miêu tả năm 1925.